# Battonya
Battonya (Rumänisch: Bătania, kroatisch Batanja) ist eine ungarische Stadt im Kreis Mezőkovácsháza im Komitat Békés.

## Demografie
Die meisten Einwohner sind Magyaren, mit einer Minderheit von 8,4 % Rumänen, 5,2 % Serben und 2,3 % Roma.

## Geschichte
Nach der osmanischen Besetzung war Battonya Teil der Habsburgermonarchie bis 1918, nach dem Österreichisch-Ungarischen Ausgleich gehörte die Stadt zum Königreich Ungarn in Transleithanien.

## Städtepartnerschaften
- Pecica, Rumänien, seit 1996
- Beočin, Serbien, seit 1997
- Lipova, Rumänien, seit 1997

## Persönlichkeiten
- Emil Purgly (1880–1964), Politiker, Obergespan und Ackerbauminister
- Endre Gyulay (1930–2024), römisch-katholischer Geistlicher, Bischof von Szeged-Csanád 1987–2006